# موشکان (فیروزآباد)
موشکان، روستایی در دهستان بایگان بخش مرکزی شهرستان فیروزآباد در استان فارس ایران است.

## جمعیت
بر پایه سرشماری عمومی نفوس و مسکن در سال ۱۳۹۵، جمعیت این روستا برابر با ۶۷۰ نفر (۱۸۸ خانوار) بوده است.